# كيفن أوبراين (لاعب كرة قدم أمريكية)
كيفن أوبراين (بالإنجليزية: Kevin O'Brien)‏ هو لاعب كرة قدم أمريكية أمريكي، ولد في 1 يوليو 1970.